# El Quisco
El Quisco è un comune del Cile della provincia di San Antonio nella Regione di Valparaíso. Al censimento del 2002 possedeva una popolazione di 9.467 abitanti.

## Società

### Evoluzione demografica
| Censimento del 1992 | Censimento del 2002 |
| 6.097 ab.           | 9.467 ab.           |